# Team Telefónica
Team Telefónica es el nombre de un equipo de vela español que dirige Pedro Campos, del Real Club Náutico de Sangenjo. Su patrocinador principal es Telefónica.
Ha participado en diferentes competiciones, tanto españolas como internacionales, entre las que destacan los dos campeonatos del mundo conseguidos en la clase ORC 670 con el yate "X37" (2008 y 2009), y las participaciones en tres ediciones de la Volvo Ocean Race. 

## Volvo Ocean Race
En la Volvo Ocean Race 2005-06 compitió con el yate Movistar bajo el mando del holandés Bouwe Bekking; en la edición de 2008-09 presentó dos yates: el Telefónica Azul, patroneado nuevamente por Bouwe Bekking, que terminó tercero, y el Telefónica Negro, patroneado por Fernando Echávarri, que ocupó la sexta plaza en la clasificación final; y en la edición de 2011-12 participó nuevamente, con el yate Telefónica, con Iker Martinez de patrón y Horacio Carabelli de coordinador, obteniendo el cuarto puesto en la clasificación general.

### Miembros
El equipo que ha participado en la Volvo Ocean Race 2011–12
estaba formado por los siguientes tripulantes:,
| Puesto                              | Nombre                      |
| ----------------------------------- | --------------------------- |
| Patrón                              | Iker Martinez               |
| Navegante                           | Andrew Cape                 |
| Trimmer                             | Xabi Fernández              |
| Jefe de guardia                     | Neal McDonald               |
| Capitán del barco                   | Pepe Ribes                  |
| Trimmer/caña - Coordinador de velas | Jordi Calafat               |
| Jefe de guardia                     | Joao Signorini "Joca"       |
| Caña                                | Pablo Arrarte               |
| Proa                                | Antonio "Ñeti" Cuervas-Mons |
| Proa                                | Zane Gills                  |
| Tripulante de comunicación          | Diego Fructuoso             |